# センチュリー21レイシャス
センチュリー21レイシャス（センチュリートゥエンティーワンレイシャス）は、東京23区を中心に、自社ブランドの投資用マンション開発・販売を行う企業。

## 概要
2011年3月に代表取締役の住吉秀一が株式会社レイシャスを設立。
2012年に自社ブランドマンション「ディアレイシャス」シリーズ１号物件を竣工し、現在に至るまで本シリーズ物件を施工、販売している。2022年1月に本シリーズ50棟突破。
2013年にセンチュリー21に加盟。センチュリー21において年間で⼀定の⼿数料基準を達成した店舗・個⼈を表彰する「センチュリオン」を2015年から4年連続受賞。
2016年5月、本社を現在の東京都中央区京橋兼松ビルディングに移転。2016年、台北市信義區に台湾サロンをオープン。2019年1月、名古屋市中村区に名古屋支店を開設。2021年6月、札幌市中央区に札幌支店を開設。
エリア選定から建設、販売、賃貸管理までを包括的に行う。

## 沿革
- 2011年（平成23年）
  - 3月 - 株式会社レイシャス設立（東京都中央区日本橋人形町）。
- 2012年（平成24年）
  - 3月 - 事業拡大に伴い本社移転（東京都中央区京橋「八重洲中央ビル」）。
  - 9月 - 自社ブランドマンション「ディアレイシャス」シリーズ 1号物件竣工。
- 2013年（平成25年）
  - 5月 - 開発事業部発足。
  - 7月 - センチュリー21加盟。
- 2015年（平成27年）
  - 4月 - センチュリー21アジアコンベンション参画。
  - 5月 - 賃貸事業部発足。
- 2016年（平成28年）
  - 2月 - 2015年度 店舗センチュリオン受賞。
  - 4月 - 台湾サロンオープン。
  - 5月 - 事業拡大に伴い本社移転（東京都中央区京橋「兼松ビルディング」）。
- 2017年（平成29年）
  - 2月 - 2016年度 店舗ダブルセンチュリオン受賞。
  - 11月 - 自社ブランドマンション「ディアレイシャス」シリーズ 20棟突破。建物管理会社設立。
- 2018年（平成30年）
  - 1月 - 代表取締役住吉秀一の著書「たった90分で分かるワンルームマンション投資入門」販売開始。
  - 2月 - 2017年度 店舗グランドセンチュリオン受賞&全国№５入賞。
- 2019年（平成31年 / 令和元年）
  - 1月 - 名古屋支店オープン。
  - 2月 - 2018年度 店舗ダブルセンチュリオン受賞。
- 2020年（令和2年）
  - 2月 - 2019年度 店舗グランドセンチュリオン受賞&クオリティーサービス賞受賞。自社ブランドマンション「ディアレイシャス」シリーズ 40棟突破。
  - 8月 - 自社ブランドマンション「ディアレイシャス」シリーズ 名古屋1号物件竣工。
- 2021年（令和3年）
  - 6月 - 札幌支店オープン。
- 2022年（令和4年）
  - 1月 - 自社ブランドマンション「ディアレイシャス」シリーズ 50棟突破。

## サービスサイト
- Dear Reicious Online（ディアレイシャスオンライン） - 不動産投資、資産運用の情報を発信するWEBメディア
- Reicious×Style（レイシャススタイル） - 自社ブランドマンション「ディアレイシャスシリーズ」の賃貸情報サイト。

## 営業免許
2022年3月10日時点
- 宅地建物取引業 国⼟交通⼤⾂(1)第9488号

## 所属団体
- 本社
  - （公社）東京都宅地建物取引業協会
  - （公社）首都圏不動産公正取引協議会加盟
- 名古屋支店
  - （公社）愛知県宅地建物取引業協会
  - 　東海不動産公正取引協議会加盟
- 札幌支店
  - （公社）北海道宅地建物取引業協会
  - （一社）北海道不動産公正取引協議会加盟